# Jan Mazurkiewicz (wojskowy)

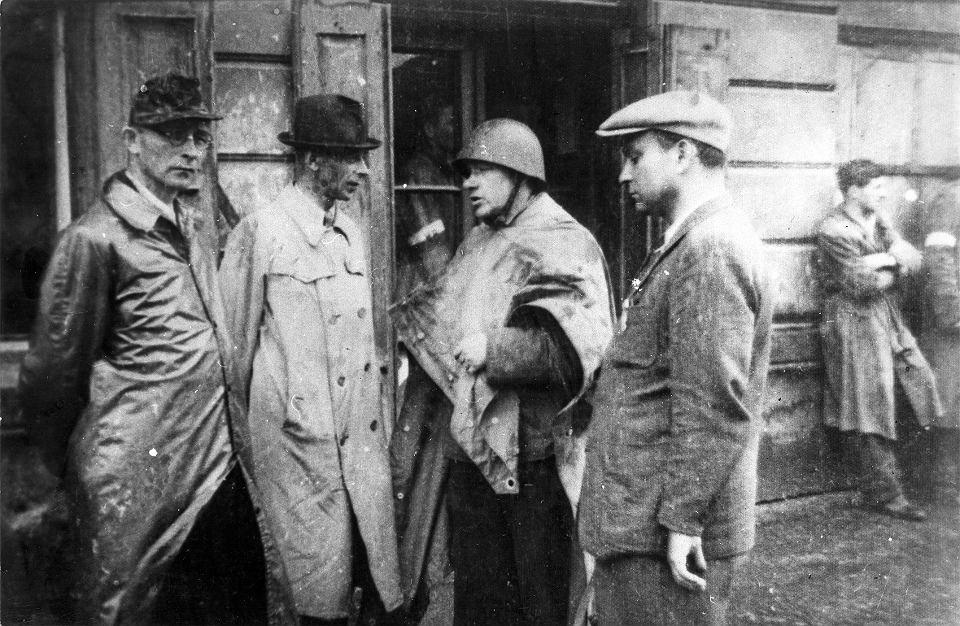
Od lewej: mjr Wacław Janaszek „Bolek” (szef sztabu „Radosława”), gen. Tadeusz Bór-Komorowski, ppłk Jan Mazurkiewicz „Radosław” i kpt. Ryszard Krzywicki „Szymon” (adiutant)

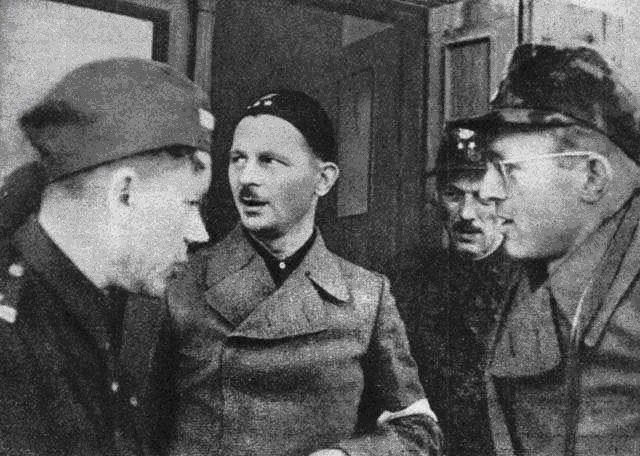
Od lewej: ppłk Jan Mazurkiewicz, mjr Wacław Chojna, por. Stanisław Wierzyński

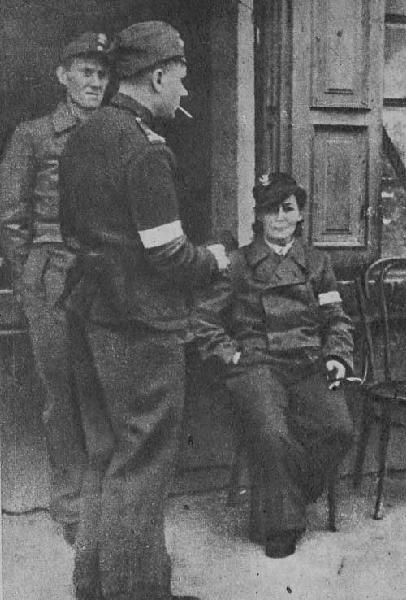
Jan Mazurkiewicz podczas powstania wraz z żoną Marią Zienkiewicz

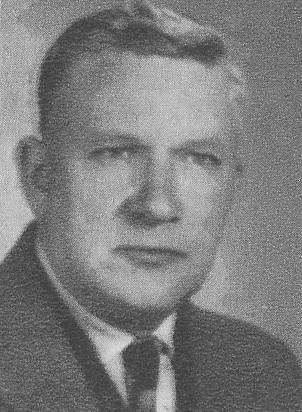
Jan Mazurkiewicz w latach 60.

Jan Mazurkiewicz, ps. Zagłoba, Socha, Sęp, Radosław (ur. 27 sierpnia 1896 we Lwowie, zm. 4 maja 1988 w Warszawie) – polski wojskowy i polityk. Pułkownik Armii Krajowej oraz generał brygady ludowego Wojska Polskiego. Założyciel Tajnej Organizacji Wojskowej (później scalonej z AK), dowódca Kedywu i Zgrupowania „Radosław”. Więzień polityczny w PRL okresu stalinizmu. Od 1964 wieloletni wiceprezes Zarządu Głównego Związku Bojowników o Wolność i Demokrację.

## Młodość i I wojna światowa
Syn Bazylego, bednarza prowadzącego własny warsztat, i Barbary Franciszki z domu Lebrand. Brat Franciszka Mazurkiewicza, oficera Wojska Polskiego, który poległ w czasie powstania warszawskiego. Dzieciństwo spędził w Złoczowie, gdzie od 1902 uczęszczał do szkoły powszechnej, a od 1906 do tamtejszego gimnazjum. Działał w ruchu skautowskim, był członkiem Polskiego Towarzystwa Gimnastycznego „Sokół”. Wraz z rodziną przeniósł się w 1911 do Lwowa, gdzie kontynuował naukę w VII Gimnazjum Państwowym. Był członkiem Organizacji Młodzieży Niepodległościowej „Zarzewie”, a później należał do Związku Strzeleckiego.
Po krótkim przeszkoleniu wstąpił do I Brygady Legionów Polskich, w której był żołnierzem kompanii I batalionu. Następnie został przydzielony do batalionu marszowego kpt. Leona Berbeckiego i w jego szeregach wziął udział w grudniu 1914 w bitwie pod Łowczówkiem, w czasie której został ranny i trafił do niewoli rosyjskiej. Zbiegł z niej w czerwcu 1915, po czym przedostał się ponownie do swojej jednostki. W październiku ponownie ranny, odbywał następnie leczenie w szpitalu, po opuszczeniu którego ukończył kurs podoficerski. Jako sierżant został w lipcu 1916 przeniesiony do 6 pp I Brygady Legionów, w której służył aż do tzw. kryzysu przysięgowego. Pełnił wówczas funkcję prezesa Rady Żołnierskiej Pułku, na skutek czego został aresztowany 4 września 1917 i osadzony w więzieniu w Przemyślu. Za czynny udział w kryzysie groziła mu kara śmierci. Wkrótce potem został zwolniony i przymusowo wcielony do armii austro-węgierskiej, z której zdezerterował w marcu 1918. Przedarł się do II Korpusu Polskiego w Rosji dowodzonego przez gen. Józefa Hallera, w szeregach którego brał udział w bitwie kaniowskiej. Po ucieczce z niewoli niemieckiej dostał się do oddziału lotnego Komendy Naczelnej nr 3 POW w Kijowie. Brał udział w licznych akcjach dywersyjnych oraz walkach z oddziałami niemieckimi i ukraińskimi. Infiltrował także oddziały armii austriackiej.

## Dwudziestolecie międzywojenne
Od listopada 1918 był żołnierzem Wojska Polskiego. Później przydzielono go do Oddziału II Sztabu Generalnego w Dowództwie Okręgu Korpusu II Lublin. W trakcie wojny polsko–bolszewickiej służył jako kurier wojskowy (przywoził m.in. listy Józefa Piłsudskiego do Symona Petlury) oraz oficer kontrwywiadu. Po zakończeniu wojny zajmował się organizacją komórek Oddziału II SG na terenie kraju. W 1922 został na krótki okres przeniesiony do rezerwy i przydzielony do 8 pułku piechoty Legionów w Lublinie. Od 1924 pełnił służbę oficera narodowościowego w 13 Dywizji Piechoty. Brał udział w przygotowaniach do przewrotu majowego na terenie okręgu lubelskiego. 15 maja 1930 został powołany do służby czynnej, przemianowany na oficera zawodowego w stopniu kapitana ze starszeństwem z dniem 1 stycznia 1928 i 369. lokatą w korpusie oficerów piechoty oraz przydzielony do 44 pp w Równem. Następnie został przeniesiony do Oddziału II SG DOK III Wilno i Brześć, gdzie prowadził działalność kontrwywiadowczą przeciwko ZSRR, w latach 1930–1934 działał pod przykrywką inspektora Związku Strzeleckiego.
W 1932 pozostawał w dyspozycji dowódcy Obszaru Warownego „Wilno” z przeznaczeniem do prac przysposobienia wojskowego. W 1934 ukończył kurs dowódców batalionu w Centrum Wyszkolenia Piechoty w Rembertowie, następnie został przeniesiony z Komendy Głównej Związku Strzeleckiego do 22 pułku piechoty w Siedlcach.
W latach 1938–1939 był wykładowcą taktyki na kursach dla dowódców kompanii w CWP w Rembertowie. W sierpniu 1939, krótko przed wybuchem II wojny światowej, był w sztabie Grupy Operacyjnej Dywersji (późniejsza Ekspozytura 2).

## II wojna światowa
W trakcie kampanii wrześniowej pełnił funkcję kierownika dywersji na południowo-zachodnim odcinku frontu. Realizując przedwojenne koncepcje organizacji dywersji na terenach zajętych przez agresora, po agresji ZSRR na Polskę założył 17 września 1939 Tajną Organizację Wojskową w Stanisławowie. 19 września 1939 przekroczył granicę polsko-węgierską, przenosząc komendę organizacji na terytorium Węgier, do Budapesztu. Udał się następnie do Francji, gdzie po odmeldowaniu się u Naczelnego Wodza gen. Władysława Sikorskiego w Paryżu, powrócił do Budapesztu, gdzie zajął się organizacją jednostek TOW na terenie okupowanego kraju. W tym czasie współpracował z płk. Adamem Krajewskim przy organizacji na Węgrzech bazy przerzutowej: Kraj – Budapeszt – Paryż.
W czerwcu 1940 powrócił do kraju obejmując funkcję Komendanta Głównego TOW, samodzielnej organizacji bojowo-dywersyjnej działającej według wytycznych Związku Walki Zbrojnej. W marcu 1943, po scaleniu TOW z „Kedywem” – Kierownictwem Dywersji Komendy Głównej Armii Krajowej, został zastępcą szefa organizacji, płk. Augusta Emila Fieldorfa ps. Nil. 1 lutego 1944 objął po nim stanowisko dowódcy Kedywu AK.
W powstaniu warszawskim dowodził zgrupowaniem (nazwanym od jego pseudonimu Radosław), w skład którego wchodziły oddziały: „Broda 53”, Zośka, „Parasol”, „Miotła”, „Pięść” i „Czata 49”.
Przeszedł szlak bojowy od Woli, poprzez Stare Miasto, ewakuację kanałami, Czerniaków i ponownie przejście kanałami na Mokotów. 11 sierpnia odniósł poważną ranę w czasie walk w rejonie ul. Okopowej i Stawek. Rannego „Radosława” żołnierze wynieśli z pola walki i ulokowali w szpitalu Jana Bożego. Później przeniesiono go do kamienicy Tyszkiewiczów na Krzywym Kole. Gdy przebywał w szpitalu zgrupowaniem dowodzili w jego zastępstwie ppłk. Franciszek Rataj „Paweł” i szef sztabu Kedywu mjr Wacław Janaszek „Bolek”. 27 sierpnia ponownie przejął dowodzenie. Po upadku Starówki jego zgrupowanie walczyło na Czerniakowie. 15 września 1944 na wschodni brzeg Wisły wysłał swego oficera łącznikowego mjr. Stefana Micha „Kmitę” w celu nawiązania łączności z polskimi oddziałami 1 Armii Wojska Polskiego. Wobec braku wystarczającej pomocy z ich strony, 20 września nakazał swoim zdziesiątkowanym oddziałom opuszczenie Czerniakowa i przejście kanałami na Mokotów. Pozostawił swoim żołnierzom wolną rękę – sami mogli zadecydować czy pójdą do niemieckiej niewoli, czy też wyjdą z miasta wraz z ludnością cywilną. W momencie zakończenia powstania został awansowany do stopnia pułkownika. Nie poszedł do niewoli, opuścił ruiny zniszczonej stolicy razem z żoną. Kontynuował działalność konspiracyjną w Częstochowie, gdzie mieściła się KG AK.

## Lata powojenne
Po rozwiązaniu Armii Krajowej 19 stycznia 1945 i zajęciu Częstochowy przez Armię Czerwoną objął kierownictwo Obszaru Centralnego organizacji NIE. Później został delegatem na Obszar Centralny Delegatury Sił Zbrojnych na Kraj (z siedzibą w Warszawie), w ramach której prowadził dalszą działalność konspiracyjną.
W końcu postanowił zrezygnować z dalszej konspiracji, uznając opór za bezcelowy. 1 sierpnia 1945 został razem z żoną aresztowany przez funkcjonariuszy Ministerstwa Bezpieczeństwa Publicznego. Zwolniony został po miesiącu, stanął na czele tzw. Centralnej Komisji Likwidacyjnej AK. 8 września zwrócił się do byłych akowców i osób pozostających w konspiracji z apelem o ujawnienie się oraz skorzystanie z amnestii. U części oficerów AK spotkało się to z dezaprobatą, a nawet posądzeniem o zdradę. W wyniku jego apelu ujawniło się około 50 tys. dawnych członków podziemia zbrojnego. 12 września, kpt. Stanisław Sojczyński, przywódca organizacji Konspiracyjne Wojsko Polskie, wystosował do pułkownika Mazurkiewicza list otwarty, w którym ostro skrytykował go i nazwał „zdrajcą”.
Mazurkiewicz powołał do życia Komitet Opieki Nad Grobami Poległych Żołnierzy Zgrupowania „Radosław”. Był w stałym kontakcie ze swoimi dawnymi żołnierzami, którym pomagał odnaleźć się w trudnych powojennych latach. Jesienią 1945, po aresztowaniu i skazaniu na śmierć za rzekomą współpracę z Gestapo, byłego szefa wywiadu batalionu „Parasol”, por. Aleksandra Kunickiego, zainterweniował listownie do prezydenta Krajowej Rady Narodowej, Bolesława Bieruta. Odniosło to pożądany skutek i wkrótce Kunicki wyszedł na wolność. Dla byłych żołnierzy batalionu „Zośka”, zorganizował zimowy odpoczynek w Szklarskiej Porębie. Zorganizował również Koło Przyjaciół Bursy im. gen. „Grota”, gdzie podjęto akcję pomocy sierotom po powstańcach warszawskich. Przez swoje rozległe kontakty starał się o zatrudnienie dla swoich dawnych żołnierzy – często inwalidów wojennych. W późniejszym okresie władze stalinowskie zarzucały mu, że były to „tajne zebrania konspiracyjne, mające na celu obalenie siłą ustroju PRL”.
W pierwszych powojennych latach wspólnie z płk. Kazimierzem Plutą-Czachowskim i płk. Janem Gorazdowskim prowadził sklep „Bazar Krajowy” przy ul. Nowogrodzkiej 26 w Warszawie.
4 lutego 1949 został ponownie aresztowany. W czasie całego dochodzenia wymyślnymi torturami był zmuszany do zeznań obciążających pierwszego szefa Kedywu gen. Augusta Emila Fieldorfa, jednak jego nieugięta postawa spowodowała, że ostatecznie zrezygnowano z próby wykorzystania go jako świadka oskarżenia w procesie politycznym przeciwko generałowi „Nilowi”. 16 listopada 1953 przed Wojskowym Sądem Rejonowym w Warszawie odbyła się jego główna rozprawa. Tego samego dnia, na podstawie spreparowanych dowodów, bez dopuszczenia przed sąd świadków obrony, sędzia ppłk. Mieczysław Widaj skazał „Radosława” na karę dożywotniego więzienia. Wyrok odbywał w Zakładzie Karnym we Wronkach, skąd w wyniku amnestii dla więźniów politycznych wyszedł na wolność w maju 1956. W 1957 na fali odwilży politycznej w kraju po dojściu do władzy Władysława Gomułki został prawnie zrehabilitowany.
Po wyjściu na wolność zajął się rzemiosłem. W 1958 otworzył (formalnie zapisaną na swoją żonę) kawiarnię „Wiklina”, którą prowadził do lat 70. Później przekazał ją Handlowej Spółdzielni Inwalidów.
Uchwałą Rady Państwa nr 74/80 z 9 października 1980 został awansowany do stopnia generała brygady w stanie spoczynku. 11 października tego samego roku w Belwederze uroczyście odebrał od przewodniczącego Rady Państwa prof. Henryka Jabłońskiego swoją nominację generalską.
W sierpniu 1981, z okazji 37. rocznicy wybuchu powstania warszawskiego, Telewizja Polska wyemitowała film dokumentalny, w którym Mazurkiewicz opowiedział o rzeczywistej „pomocy sowieckiej udzielonej powstańczym oddziałom AK”. W niewyjaśnionych do końca okolicznościach materiał ten zaginął z archiwów TVP.

## Działalność społeczna i polityczna

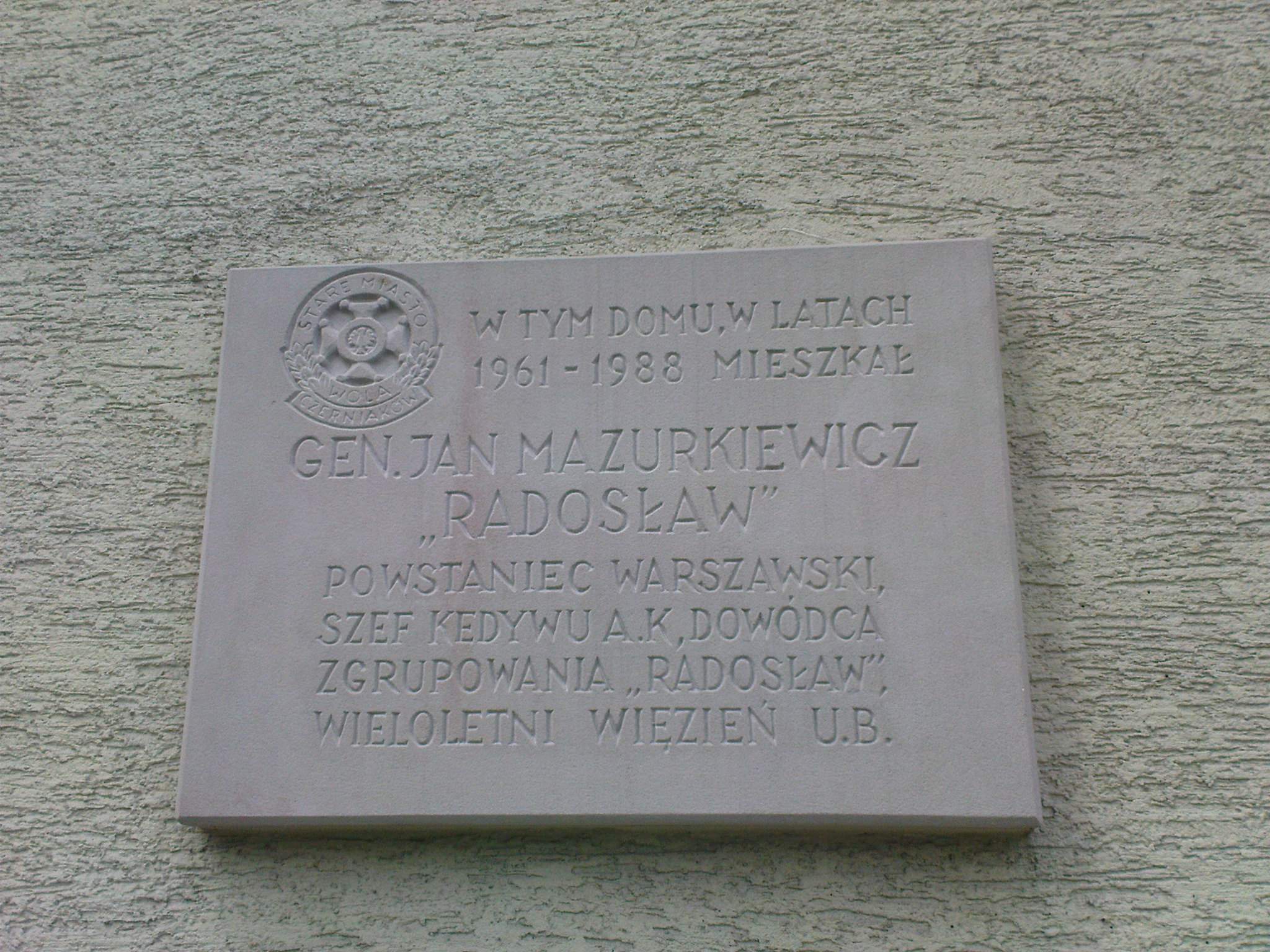
Tablica pamiątkowa na budynku przy ul. Madalińskiego 42 w Warszawie

Po 1956 działał w środowisku kombatanckim. Od 1964 pełnił funkcję wiceprezesa Zarządu Głównego Związku Bojowników o Wolność i Demokrację (po raz ostatni wybrany na tę funkcję na kongresie związku w maju 1985). W latach 1981–1983 był członkiem prezydium Ogólnopolskiego Komitetu Frontu Jedności Narodu. Od 1971 był członkiem Obywatelskiego Komitetu Odbudowy Zamku Królewskiego w Warszawie oraz wiceprzewodniczącym działającej przy Komitecie Komisji Polonijnej, której celem było utrzymywanie ścisłej więzi z wszystkimi środowiskami Polonii zagranicznej, interesującymi się dziełem odbudowy Zamku. W 1983 został wybrany członkiem Rady Krajowej Patriotycznego Ruchu Odrodzenia Narodowego. Od 1981 pełnił funkcję przewodniczącego Komisji ZG ZBoWiD ds. Warszawskiego Krzyża Powstańczego. W 1982 otrzymał Nagrodę Miasta Stołecznego Warszawy. W drugiej połowie lat 80. generał Jan Mazurkiewicz, wówczas najwyższy stopniem i funkcją żyjący były oficer AK w Polsce, wszedł w skład Społecznego Komitetu Budowy Pomnika Bohaterów Powstania Warszawskiego, który został odsłonięty 1 sierpnia 1989, już po jego śmierci. 

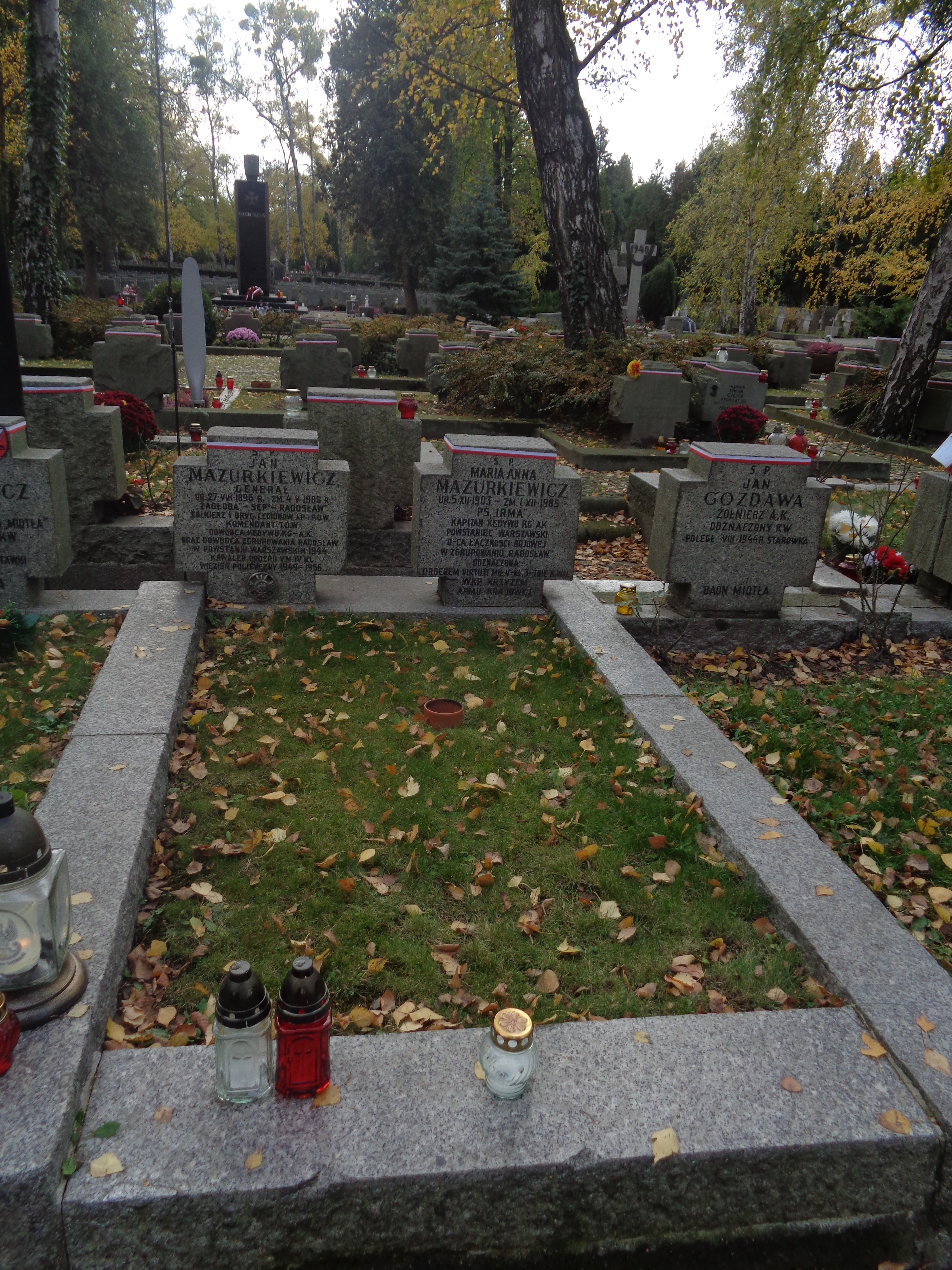
Grób Jana Mazurkiewicza na cmentarzu Wojskowym na Powązkach w Warszawie

Pochowany został z honorami wojskowymi 11 maja 1988 na cmentarzu Wojskowym na Powązkach w Warszawie, w kwaterze 24A-5-13a. W pogrzebie wzięli udział m.in. przewodniczący Rady Państwa, I sekretarz KC PZPR, zwierzchnik Sił Zbrojnych PRL – gen. armii Wojciech Jaruzelski, minister obrony narodowej – gen. armii Florian Siwicki, przewodniczący Rady Krajowej PRON – Jan Dobraczyński i przewodniczący Rady Naczelnej ZBoWiD – prof. Henryk Jabłoński.

## Życie prywatne
Jego żoną była Maria Zienkiewicz ps. Irma (1903–1985), szefowa łączniczek sztabu Kedywu KG AK.

## Awanse
- kapitan – 1922, zweryfikowany ze starszeństwem z dniem 1 czerwca 1919[26][27]

- major – przed 1939
- podpułkownik – 13 kwietnia 1943
- pułkownik – 2 października 1944
- generał brygady – 9 października 1980

## Ordery i odznaczenia
- Krzyż Złoty Orderu Wojennego Virtuti Militari nr 48[28][29][23][30]
- Krzyż Srebrny Orderu Wojskowego Virtuti Militari (1921)[29][23][30]
- Krzyż Komandorski z Gwiazdą Orderu Odrodzenia Polski[29][23]
- Order Krzyża Grunwaldu II klasy[31]
- Krzyż Komandorski Orderu Odrodzenia Polski[29][23][30]
- Krzyż Niepodległości z Mieczami (12 marca 1931)[32][33]
- Krzyż Kawalerski Orderu Odrodzenia Polski (1935)[34]
- Krzyż Walecznych (jedenastokrotnie)[23][30][35]
- Złoty Krzyż Zasługi (18 lutego 1939)[36]
- Srebrny Krzyż Zasługi (dwukrotnie: 10 listopada 1928[37], 10 listopada 1933[38])
- Warszawski Krzyż Powstańczy (1981)[23]
- Krzyż Armii Krajowej
- Medal „Za udział w wojnie obronnej 1939” (1981)[39]
- Medal 40-lecia Polski Ludowej (1986)[40]
- Brązowy Medal „Za zasługi dla obronności kraju”[23]
- Odznaka „Za Zasługi dla ZBoWiD”
- Odznaka 25-lecia Ligi Obrony Kraju (1970)[41]
- Złota odznaka honorowa „Za Zasługi dla Warszawy” (1965)[42]
- inne odznaczenia i medale wojenne[29][30]

## Upamiętnienie
Na elewacji budynku pod adresem Madalińskiego 42 w Warszawie znajduje się tablica pamiątkowa poświęcona generałowi Janowi Mazurkiewiczowi.
Postaci Jana Mazurkiewicza został poświęcony fabularyzowany dokument Radosław (2013) w reżyserii Małgorzaty Bramy. Ta sama reżyserka poświęciła postaci generała jeszcze kilka produkcji: Radosław II (2014), Radosław Prolog (2015) oraz Jan Mazurkiewicz ps. „Radosław” (2016). We wszystkich w rolę tytułową wcielił się aktor Ireneusz Czop.